# Hypersypnoides congoensis
Hypersypnoides congoensis är en fjärilsart som beskrevs av Emilio Berio 1954. Hypersypnoides congoensis ingår i släktet Hypersypnoides och familjen nattflyn. Inga underarter finns listade i Catalogue of Life.